# Valorant Champions Tour
O Valorant Champions Tour (VCT) é uma série global de torneios competitivos de esporte eletrônico para o jogo Valorant, administrado pela Riot Games. A série realiza vários eventos ao longo de cada temporada, culminando no Valorant Champions, o evento de nível superior da turnê. O VCT foi anunciado em 2020, com sua temporada inaugural ocorrendo em 2021.

## História

### 2021–2022: Era dos qualificatórios abertos
Em novembro de 2020, a Riot Games anunciou o primeiro Valorant Champions Tour, uma série de torneios dividida em três níveis: Challengers, Masters e Champions. O Challengers atuaria como o nível mais baixo, dividido em seis regiões. As equipes que passam dos Challengers passariam para o Masters, onde as equipes não seriam mais divididas por regiões, e as 16 melhores equipes do Masters passariam para o Champions, o torneio final do VCT. Em fevereiro de 2021, eles anunciaram o VCT Game Changers, uma iniciativa de torneio complementar para mulheres e gêneros marginalizados.
A Riot contratou a empresa de infraestrutura de esports Nerd Street Gamers para ser a operadora e produtora de todos os eventos Challengers norte-americanos e Masters. Eles também contrataram várias empresas terceirizadas para transmitir seus eventos, como a Liga de Videojuegos Profesional (LVP) para suas transmissões em espanhol e LetsPlay.Live para suas transmissões na Oceania. O Valorant Champions de 2021 aconteceu de 1 a 12 de dezembro no Verti Music Hall em Berlim, Alemanha, concluindo com a equipe Acend derrotando a Gambit Esports na grande final por um placar de 3 a 2.
Mais de 10.000 equipes competiram no VCT em 2021. Fora do Champions, o VCT teve sua maior audiência no torneio do Masters em Reykjavik em maio, com um pico de audiência de 1.085.850 espectadores. A partida da grande final do Champions em dezembro atingiu um pico de audiência de 1.089.068 espectadores, tornando-se o maior pico de audiência do VCT.
A Riot fez várias alterações no formato do VCT para sua segunda iteração. Embora a estrutura geral do Challengers, Masters e Champions tenha permanecido inalterada, ela reduziu o número de etapas dos eventos Challengers e Masters de três para dois. O VCT Challengers começou em 11 de fevereiro de 2022. O Champions de 2022 aconteceu de 1 a 18 de setembro em Istambul, Turquia, com a equipe brasileira LOUD derrotando a americana OpTic Gaming na grande final por um placar de 3 a 1.

### 2023–presente: Era das parcerias
A Riot Games anunciou um novo formato a partir de 2023. A temporada será dividida em três regiões internacionais – Américas, EMEA e Pacífico, em vez do formato de 7 regiões (América do Norte,  América Latina, Brasil, EMEA, Ásia-Pacífico, Coréia e Japão) usado nos anos anteriores. Cada região internacional terá sua própria Liga Internacional que substituirá os Challengers nas competições domésticas para se qualificar para Masters e Champions. Em 21 de setembro de 2022, a Riot Games anunciou as trinta equipes selecionadas como parte de seu novo formato de parceria.

## Formato

### Torneios de nível 1

#### Ligas internacionais
A partir de 2023, 30 equipes serão selecionadas para serem equipes parceiras nas Ligas Internacionais por cinco anos, com 10 equipes por região. Outras equipes competem em muitos eventos Challengers de sub-regiões para se qualificarem para os eventos "Ascension". Os eventos Ascension terão um vencedor por região, o que lhes garante uma promoção de dois anos na liga internacional de suas regiões. As equipes promovidas terão chance de se classificar para os torneios globais (Masters e Champions), além de obter benefícios concedidos a outras equipes parceiras. A cada ano, por meio do sistema de promoção do Challengers, as três ligas internacionais serão expandidas em um time cada, até atingirem um limite de 14 times em cada região em 2027 (42 times no total).
As equipes em cada liga internacional jogarão em estúdio em um local centralizado: Los Angeles para a Liga das Américas, Berlim para a Liga da EMEA e Seul para a Liga do Pacífico.
| Américas                      | EMEA                          | Pacífico                      | China                            |
| Equipes parceiras (2023–2027) | Equipes parceiras (2023–2027) | Equipes parceiras (2023–2027) | Equipes parceiras (2024-2027)    |
| ----------------------------- | ----------------------------- | ----------------------------- | -------------------------------- |
| 100 Thieves                   | BBL Esports                   | DetonatioN FocusMe            | All Gamers                       |
| Cloud9                        | Fnatic                        | DRX                           | Bilibili Gaming                  |
| Evil Geniuses                 | FUT Esports                   | Gen.G                         | Nova Esports                     |
| FURIA                         | GiantX                        | Global Esports                | Edward Gaming                    |
| KRÜ Esports                   | Karmine Corp                  | Paper Rex                     | FunPlus Phoenix                  |
| Leviatán                      | KOI                           | Rex Regum Qeon                | JD Gaming                        |
| LOUD                          | Natus Vincere                 | T1                            | Titan Esports Club (TEC Esports) |
| MIBR                          | Team Heretics                 | Talon Esports                 | Trace Esports                    |
| NRG                           | Team Liquid                   | Team Secret                   | TYLOO                            |
| Sentinels                     | Team Vitality                 | ZETA DIVISION                 | Wolves Esports                   |
| Equipes não-parceiras         |                               |                               |                                  |
| G2 Esports                    | Gentle Mates                  | Boom Esports                  | Dragon Ranger Gaming             |
| 2Game Esports                 | Apeks                         | Nongshim RedForce             | XLG Esports (Xi Lai Gaming)      |

#### Liga chinesa
Antes de 2024, embora o Valorant não tivesse sido licenciado para lançamento na China, a Riot Games permitiu que equipes chinesas participassem de torneios globais (Masters e Champions) por meio de conquistas em torneios domésticos de terceiros na China. A partir de 2024, com o Valorant licenciado para lançamento na China, a Riot organiza diretamente uma liga própria especificamente para a China com um formato semelhante às ligas internacionais, bem como vagas exclusivas para equipes chinesas no Masters e Champions.

#### ValorantMasters
O Masters é um torneio internacional anual do Valorant organizado pela Riot Games no meio dos anos desde 2021. É o segundo torneio internacional de Valorant mais importante além do Valorant Champions. As equipes devem terminar nos primeiros lugares de sua liga regional nesta fase para se qualificar para este Masters, e o desempenho nos eventos Masters renderá às equipes mais pontos de circuito do que sua liga regional para avançar diretamente para os eventos Champions ou pelo menos se qualificar para o Last Chance Qualifer.

#### ValorantChampions
O Valorant Champions é o torneio profissional anual do campeonato mundial de Valorant organizado pela Riot Games e é o ponto culminante de cada temporada do VCT. As equipes disputam o título de campeã mundial dos esportes eletrônicos de Valorant.

### Torneios de nível 2 e inclusivos

#### ValorantChallengers
Equipes não parceiras competem em eventos Challengers de sub-regiões para se qualificar para o "Ascension", o evento anual de promoção para as respectivas Ligas Internacionais. As equipes são promovidas às Ligas Internacionais por um período de dois anos, após o qual terão que competir nos Challengers novamente.
Em 2023 e 2024 existiam 23 ligas regionais menores nos três territórios internacionais, número que passou a ser 16 em 2025:
- Américas (4 regiões menores)
  - América do Norte
  - América Latina Norte
  - América Latina Sul
  - Brasil
- EMEA (7 regiões menores)
  - DACH (Alemanha, Áustria, Suíça)
  - Europa Setentrional
  - Europa Oriental
  - Espanha
  - França
  - MENA (2 sub-regiões)
    - GCC (Bahrein, Kuwait, Omã, Catar, Arábia Saudita, Emirados Árabes Unidos) e Iraque
    - Levante (Jordânia, Líbano, Palestina, Síria) e Norte da África

  - Turquia
- Pacífico (5 regiões menores)
  - Coreia do Sul
  - Japão
  - Oceania
  - Sudeste Asiático
  - Sul da Ásia

## Resultados

### Campeões das ligas internacionais e liga da China
| Etapa         | Américas    | EMEA          | Pacífico       | China            |
| ------------- | ----------- | ------------- | -------------- | ---------------- |
| 2023          | LOUD        | Team Liquid   | Paper Rex      | Não existia liga |
| 2024 Kick-off | Sentinels   | Karmine Corp  | Gen.G          | Edward Gaming    |
| 2024 Stage 1  | 100 Thieves | Fnatic        | Paper Rex      | Edward Gaming    |
| 2024 Stage 2  | Leviatán    | Fnatic        | Gen.G          | Edward Gaming    |
| 2025 Kick-off | G2          | Team Vitality | DRX            | Edward Gaming    |
| 2025 Stage 1  | G2          | Fnatic        | Rex Regum Qeon | XLG Esports      |
| 2025 Stage 2  |             |               |                |                  |

### Torneios Globais Masters
| Ano  | Evento          | Local                                    | Final                                    | Final                                    | Final                                    | Semifinalistas                           | Semifinalistas                           |
| Ano  | Evento          | Local                                    | Campeão                                  | Placar                                   | Vice-campeão                             | 3º Colocado                              | 4º Colocado                              |
| ---- | --------------- | ---------------------------------------- | ---------------------------------------- | ---------------------------------------- | ---------------------------------------- | ---------------------------------------- | ---------------------------------------- |
| 2021 | Stage 1 Masters | Cancelado devido a pandemia de COVID-19. | Cancelado devido a pandemia de COVID-19. | Cancelado devido a pandemia de COVID-19. | Cancelado devido a pandemia de COVID-19. | Cancelado devido a pandemia de COVID-19. | Cancelado devido a pandemia de COVID-19. |
| 2021 | Stage 2 Masters | Reiquiavique                             | Sentinels                                | 3–0                                      | Fnatic                                   | NUTURN Gaming                            | Team Liquid                              |
| 2021 | Stage 3 Masters | Berlim                                   | Gambit Esports                           | 3–0                                      | Team Envy                                | 100 Thieves e G2 Esports                 | 100 Thieves e G2 Esports                 |
| 2022 | Stage 1 Masters | Reiquiavique                             | OpTic Gaming                             | 3–0                                      | LOUD                                     | ZETA DIVISION                            | Paper Rex                                |
| 2022 | Stage 2 Masters | Copenhague                               | FunPlus Phoenix                          | 3–2                                      | Paper Rex                                | OpTic Gaming                             | Fnatic                                   |
| 2023 | LOCK//IN        | São Paulo                                | Fnatic                                   | 3–2                                      | LOUD                                     | DRX e Natus Vincere                      | DRX e Natus Vincere                      |
| 2023 | Masters Tokyo   | Chiba                                    | Fnatic                                   | 3–0                                      | Evil Geniuses                            | Paper Rex                                | NRG                                      |
| 2024 | Madrid Masters  | Madrid                                   | Sentinels                                | 3–2                                      | Gen.G                                    | Paper Rex                                | LOUD                                     |
| 2024 | Shangai Masters | Xangai                                   | Gen.G                                    | 3–2                                      | Team Heretics                            | G2                                       | 100 Thieves                              |
| 2025 | Masters Bangkok | Banguecoque                              | T1                                       | 3–2                                      | G2                                       | Edward Gaming                            | Team Vitality                            |
| 2025 | Masters Toronto | Toronto                                  | Paper Rex                                | 3–1                                      | Fnatic                                   | Wolves Esports                           | G2                                       |

### Torneios Globais Champions
| Ano  | Evento    | Local       | Final         | Final  | Final          | Semifinalistas            | Semifinalistas            |
| Ano  | Evento    | Local       | Campeão       | Placar | Vice-campeão   | 3º Colocado               | 4º Colocado               |
| ---- | --------- | ----------- | ------------- | ------ | -------------- | ------------------------- | ------------------------- |
| 2021 | Champions | Berlim      | Acend         | 3–2    | Gambit Esports | Team Liquid e Kru Esports | Team Liquid e Kru Esports |
| 2022 | Champions | Istambul    | LOUD          | 3–1    | OpTic Gaming   | DRX                       | FunPlus Phoenix           |
| 2023 | Champions | Los Angeles | Evil Geniuses | 3–1    | Paper Rex      | LOUD                      | Fnatic                    |
| 2024 | Champions | Seul        | Edward Gaming | 3–2    | Team Heretics  | Leviatán                  | Sentinels                 |
| 2025 | Champions | Paris       |               | –      |                |                           |                           |

### Resultado de Torneios Globais por Região
| Região   | Títulos | Vices | Semifinalista | Edições campeão        | Edições vice-campeão   | Edições Semifinalistas       |
| -------- | ------- | ----- | ------------- | ---------------------- | ---------------------- | ---------------------------- |
| Américas | 5       | 6     | 11            | 2021, 2022, 2023, 2024 | 2021, 2022, 2023, 2025 | 2021, 2022, 2023, 2024, 2025 |
| EMEA     | 4       | 5     | 7             | 2021, 2023             | 2021, 2024, 2025       | 2021, 2022, 2023, 2025       |
| Pacífico | 3       | 3     | 7             | 2024, 2025             | 2022, 2023, 2024       | 2021, 2022, 2023, 2024       |
| China    | 2       | 0     | 3             | 2022, 2024             | –                      | 2022, 2025                   |

### Resultado de Torneio por País
| País           | Títulos | Vices | Semifinalista | Edições campeão        | Edições vice-campeão   | Edições Semifinalistas       |
| -------------- | ------- | ----- | ------------- | ---------------------- | ---------------------- | ---------------------------- |
| Estados Unidos | 4       | 4     | 7             | 2021, 2022, 2023, 2024 | 2021, 2022, 2023, 2025 | 2021, 2022, 2023, 2024, 2025 |
| Reino Unido    | 2       | 2     | 2             | 2023                   | 2021, 2025             | 2022, 2023                   |
| Coreia do Sul  | 2       | 1     | 3             | 2024, 2025             | 2024                   | 2021, 2022, 2023             |
| China          | 2       | 0     | 3             | 2022, 2024             | –                      | 2022, 2025                   |
| Brasil         | 1       | 2     | 2             | 2022                   | 2022, 2023             | 2023, 2024                   |
| Singapura      | 1       | 2     | 2             | 2025                   | 2022, 2023             | 2023, 2024                   |
| Russia         | 1       | 1     | 0             | 2021                   | 2021                   | –                            |
| Austria        | 1       | 0     | 0             | 2021                   | –                      | –                            |
| Espanha        | 0       | 2     | 0             | –                      | 2024                   | –                            |
| Argentina      | 0       | 0     | 2             | –                      | –                      | 2021, 2024                   |
| Holanda        | 0       | 0     | 2             | –                      | –                      | 2021                         |
| Alemanha       | 0       | 0     | 1             | –                      | –                      | 2021                         |
| França         | 0       | 0     | 1             | –                      | –                      | 2025                         |
| Japão          | 0       | 0     | 1             | –                      | –                      | 2022                         |
| Ucrânia        | 0       | 0     | 1             | –                      | –                      | 2023                         |

### Resultado de Torneio por Time
| Time            | Títulos | Vices | Semifinalista | Edições campeão | Edições vice-campeão | Edições Semifinalistas |
| --------------- | ------- | ----- | ------------- | --------------- | -------------------- | ---------------------- |
| Fnatic          | 2       | 2     | 2             | 2023            | 2021, 2025           | 2022, 2023             |
| Sentinels       | 2       | 0     | 1             | 2021, 2024      | –                    | 2024                   |
| LOUD            | 1       | 2     | 2             | 2022            | 2022, 2023           | 2023, 2024             |
| Paper Rex       | 1       | 2     | 2             | 2025            | 2022, 2023           | 2023, 2024             |
| Optic Gaming    | 1       | 1     | 1             | 2022            | 2022                 | 2022                   |
| Evil Geniusis   | 1       | 1     | 0             | 2023            | 2023                 | –                      |
| Gambit Esports  | 1       | 1     | 0             | 2021            | 2021                 | –                      |
| Gen G           | 1       | 1     | 0             | 2024            | 2024                 | –                      |
| Edward Gaming   | 1       | 0     | 1             | 2024            | –                    | 2025                   |
| FunPlus Phoenix | 1       | 0     | 1             | 2022            | –                    | 2022                   |
| T1              | 1       | 0     | 0             | 2025            | –                    | –                      |
| Acend           | 1       | 0     | 0             | 2021            | –                    | –                      |
| Team Heretics   | 0       | 2     | 0             | –               | 2024                 | –                      |
| G2              | 0       | 1     | 2             | –               | 2025                 | 2024, 2025             |
| 100 Thieves     | 0       | 0     | 2             | –               | –                    | 2021, 2024             |
| DRX             | 0       | 0     | 2             | –               | –                    | 2022, 2023             |
| Team Liquid     | 0       | 0     | 2             | –               | –                    | 2021                   |
| G2 Esports      | 0       | 0     | 1             | –               | –                    | 2021                   |
| KRU Esports     | 0       | 0     | 1             | –               | –                    | 2021                   |
| Leviatán        | 0       | 0     | 1             | –               | –                    | 2024                   |
| Natus Vincere   | 0       | 0     | 1             | –               | –                    | 2023                   |
| NRG             | 0       | 0     | 1             | –               | –                    | 2023                   |
| Team Envy       | 0       | 0     | 1             | –               | –                    | 2021                   |
| Team Vitality   | 0       | 0     | 1             | –               | –                    | 2025                   |
| Wolves Esports  | 0       | 0     | 1             | –               | –                    | 2025                   |
| Zeta Division   | 0       | 0     | 1             | –               | –                    | 2022                   |

## ValorantGame Changers Championship

#### ValorantGame Changers
Valorant Game Changers é uma série de competições domésticas para mulheres e outros gêneros marginalizados dentro dos esportes eletrônicos de Valorant. As equipes que terminarem nas primeiras colocações se qualificarão para o Valorant Game Changers Championship, competição que é o campeonato mundial da série Game Changers.
| Ano  | Local     | Final             | Final  | Final                | Semifinalistas     | Semifinalistas |
| Ano  | Local     | Campeão           | Placar | Vice-campeão         | 3º Colocado        | 4º Colocado    |
| ---- | --------- | ----------------- | ------ | -------------------- | ------------------ | -------------- |
| 2022 | Berlim    | G2 Gozen          | 3–2    | Shopify Rebellion GC | Team Liquid Brazil | Cloud9 White   |
| 2023 | São Paulo | Shopify Rebellion | 3–2    | Team Liquid Brazil   | G2 Gozen           | Team SMG       |
| 2024 | Berlim    | Shopify Rebellion | 3–0    | MIBR GC              | G2 Gozen           | Xipto GC       |
| 2025 | Seul      |                   |        |                      |                    |                |

### Resultado de Torneios Globais por Região
| Região   | Títulos | Vices | Semifinalista | Edições campeão | Edições vice-campeão | Edições Semifinalistas |
| -------- | ------- | ----- | ------------- | --------------- | -------------------- | ---------------------- |
| Américas | 2       | 3     | 2             | 2023, 2024      | 2022, 2023, 2024     | 2022                   |
| EMEA     | 1       | 0     | 2             | 2022            | –                    | 2023, 2024             |
| Pacífico | 0       | 0     | 2             | –               | –                    | 2023, 2024             |
| China    | 0       | 0     | 0             | –               | –                    | –                      |

### Resultado de Torneio por País
| País           | Títulos | Vices | Semifinalista | Edições campeão | Edições vice-campeão | Edições Semifinalistas |
| -------------- | ------- | ----- | ------------- | --------------- | -------------------- | ---------------------- |
| Estados Unidos | 2       | 1     | 1             | 2023, 2024      | 2022                 | 2022                   |
| Alemanha       | 1       | 0     | 2             | 2021            | –                    | 2023, 2024             |
| Brasil         | 0       | 2     | 1             | –               | 2023, 2024           | 2022                   |
| Singapura      | 0       | 0     | 2             | –               | –                    | 2023, 2024             |

### Resultado de Torneio por Time
| Time               | Títulos | Vices | Semifinalista | Edições campeão | Edições vice-campeão | Edições Semifinalistas |
| ------------------ | ------- | ----- | ------------- | --------------- | -------------------- | ---------------------- |
| Shopify Rebellion  | 2       | 1     | 0             | 2023, 2024      | 2022                 | –                      |
| G2 Gozen           | 1       | 0     | 2             | 2022            | –                    | 2023, 2024             |
| Team Liquid Brazil | 0       | 1     | 1             | –               | 2023                 | 2022                   |
| MIBR GC            | 0       | 1     | 0             | –               | 2024                 | –                      |
| Cloud9 White       | 0       | 0     | 1             | –               | –                    | 2022                   |
| Team SMG           | 0       | 0     | 1             | –               | –                    | 2023                   |
| Xipto GC           | 0       | 0     | 1             | –               | –                    | 2024                   |